# EPS15L1
EPS15L1‏ (Epidermal growth factor receptor pathway substrate 15 like 1) هوَ بروتين يُشَفر بواسطة جين EPS15L1 في الإنسان.